# Verata
La cabra verata es una raza caprina autóctona de Extremadura en peligro de extinción. Su nombre se debe a que el origen de esta raza estaría en La Vera, comarca del norte de la provincia de Cáceres. También es posible encontrarla en las provincias de Salamanca, Ávila y Valencia. Quedan unos nueve mil novecientos ejemplares aproximadamente.
También conocida como cabra castellana o cabra de los Montes de Toledo, esta raza podría considerarse un producto heterocigótico antiguo. Tradicionalmente el área de ocupación de la raza verata ha estado situada en la confluencia de las provincias de Cáceres, Ávila y Toledo, en la denominada Depresión Española del Tajo, limitada al Norte por la parte más occidental del Sistema Central, y al Sur por los Montes de Toledo. En las últimas décadas se ha producido un desplazamiento de la raza desde la zona de origen, la Vera, a la Comarca de Navalmoral de la Mata (Cáceres), en la zona de Los Ibores.
Los machos pesan unos 75 kg y las hembras unos 50 kg, presentando cuernos de tipo prisca. Predominan los ejemplares de colores oscuros: negro azabache, castaño oscuro, caoba.
Se destina a la producción de carne y de leche, con ella se produce el queso de la Vera. La raza verata aprovecha los pastos de zonas desfavorecidas, donde difícilmente podrían aprovecharse otro tipo de ganado; destaca su rusticidad y elevado potencial productivo.